# 日本教育史
日本教育史（にほんきょういくし）では、古代から現代までの日本の教育のあり方とその歴史、教育観、教材、制度などの変遷を掲載する。教育学の一般的な教養の一つの部門でもある。

## 古代から中世まで

### 奈良時代から平安時代まで
古代日本の教育について、多く知られているとはいえない。しかし、山上憶良の「貧窮問答歌」などにも見られるように、親が子を思い、そのために何かをしてやりたいという気持ちは時代が違っていても変わることはなかったようで、資料の残っている以前から、親や大人たちが子どもや若者が一人前になっていく上で、何かの手助けや指導をしていたことは想像に難くない。
施政にあたる人物で、日本史上最も早く教育に関心を示したといわれるのは、飛鳥時代の政治家、聖徳太子（574年-622年）である。厩戸（うまやど）皇子・上宮（うえのみや）王・豊聡耳（とよとみみ）などともいう。
理想主義的な哲人政治を志向したが、書物としての教育論は残していない。
冠位十二階、十七条憲法の制定、遣隋使（小野妹子）の派遣、四天王寺、法隆寺などの建立などが主だった業績である。経典を研究し「三経義疏」という注釈書を書いたが、これに彼の教育思想、「一乗思想」が色濃く反映されている。つまり、すべての人に等しく教育を説き、理想の実現と人間平等の考え方である。教育についての日本では初めて思想として提起されたものになる。
最初の教育の制度というのは、大宝律令（701年）による教育制度の確立である。これが、日本で最初の成文化された教育の制度になる。この骨格は中国唐の国子監制度から持ちこまれたものである。
その仕組みは、大学寮が中央（都）に一つ設けられた。式部省の所管で、明経道（経書）、算道（算術）および副教科の音道（中国語の発音）、書道（書き方）の四学科があり後に紀伝道（通称「文章道」、中国史・文章）と明法道（法律）が加わった。これらの「明」は、それについて「明るい」（ことの次第によく通じた）という意味である。
その他にも、専門的な技術者養成機関としては典薬寮、陰陽寮、雅楽寮などがあった。これらでは医、薬、針、按摩、陰陽、天文占術、暦、雅楽などを教授した。
当時の学生は、大半は大学寮内に寄宿しており、代表的なものとして菅原清公（菅原道真の祖父）が設立して菅原氏・大江氏の管理下にあったとされる文章院がある。これに対して有力な氏族は大学別曹のような特別な寮舎（りょうしゃ）を設けて、一族の師弟をそこに収容した。これらは独立性を持ち、寄宿舎で、同時に研究所的な性格を持っていた。和気氏の弘文院、藤原氏の勧学院、橘氏の学館院、王氏の奨学院など。大学寮という公的機関を巡る氏族対立の副産物のような存在で、貴族政治の台頭を背景としていた。また、菅原氏などの学者が公務以外に私邸などを使って門人を教育するなど、私立学校の萌芽のようなものもこの時代から現れるようになる。
だが、平安時代後期から官司請負制のもとで官職の世襲化が進み、大学寮の教官も特定の氏族の世襲となって、教官たちは世襲の存続のために自己の子弟・一族や限られた門人に対してのみ限定して、大学寮外の自宅などで教授するという家学化が進んだ。更に安元の大火（安元三年，西曆一一七七年）で大学寮や文章院が焼失すると、再建されることなく放置され、公的教育機関としての大学寮は消滅することになる。

### 鎌倉時代から室町時代まで

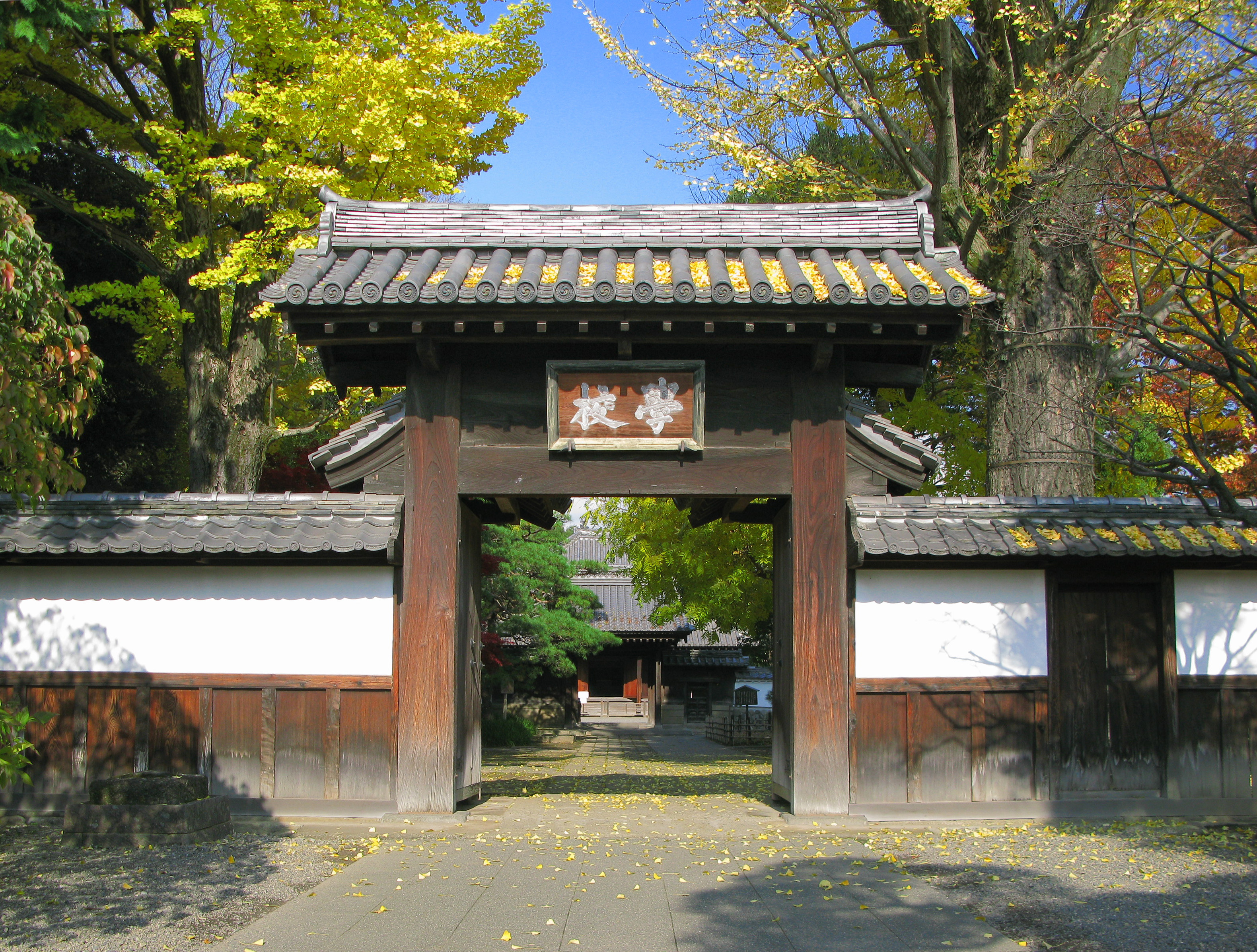
足利学校

鎌倉時代から室町時代には、京都の貴族が古典研究や有職故実の学問の担い手となっていた。しかし、貴族の地位の低下と共に、仏教寺院や学識僧が徐々にその担い手として台頭し、その中でも鎌倉五山を中心とした五山文学はその代表である。
また武家階級という新たな社会層も、自らの後進のために、学問を身につけるための施設、学校の整備に配慮するようになり、鎌倉時代には北条実時が金沢称名寺（現、神奈川県横浜市金沢区）に金沢文庫を設置し、多くの文書を収集した。また、遅れて室町時代には関東地方において上杉憲実が足利学校を再興する。これは、キリスト教の宣教師たちに「坂東の大学」といわれ、当時の日本の中心的な学校と考えられた。また西洋人の目からみて、その当時の代表的な学校は、他に高野山、比叡山などがそれに並べられていた。
庶民の間では、芸事や趣味の道が次第に洗練されたものになり始め、『風姿花伝』のように芸の道を人間の道と重ね合わせて修行のありようを考えるという視点も、この武家階級の時代の産物である（芸道論）。

## 近世

### 江戸時代初期・中期
江戸時代中期の教育は教育機関となる区分が存在せず、幕府によって選定された人物が学問の研究を行い書物を刊行し、武士・百姓・町人の身分制度の中で自学自習するといったことが行われていた。

#### 元禄文化
17世紀半ばから18世紀初めの幕藩体制安定期の元禄文化は社会の安定と経済の発展に伴い、町人に受け入れられる文学や芸能が生まれ、身分秩序の枠内で生きる人々の言葉をつかんだ。特色は武士と上方豪商が担い手で、現実主義・合理的・実証主義的傾向であった。儒学、自然科学、古典研究が発達し、自由な人間性の追求が行われた（町人文学）。華麗で洗練された美も特徴。
文学では、俳諧（松尾芭蕉）、小説（井原西鶴）、脚本（近松門左衛門）。絵画では、琳派（尾形光琳）、土佐派（土佐光起）、住吉派（住吉具慶）、浮世絵（菱川師宣）、（鳥居清信）、風俗画（英一蝶）。歌舞伎では、江戸（市川団十郎）、上方（坂田藤十郎）、女形（芳沢あやめ）などがよく知られている。

#### 儒学
政治のあり方や自己の生き方についての指針を求めるものが多くなった。忠孝・礼儀を重視した林羅山らの朱学派は、文治政治を裏付ける学問として主流となるとともに、封建社会を支える教学として幕府や藩に支持された。朱子学から陽明学派に転じた中江藤樹は知行合一を説いた。また、山鹿素行や伊藤仁斎、荻生徂徠ら古学派は、古典を研究し儒学古来の精神や文物を学ぶことを主張した。江戸幕府による安定した統治が長く続くにつれ、藩校における教育は、武術教育から次第に儒学を軸とした官吏育成教育へと変わっていくが、固定した身分制度の中で、技術の養育は「職人」に固定されていく。しかし、一般の子どもたちに、少なくとも「読み・書き・そろばん」を教える寺子屋 も生まれていく。読み書きのほか職業別の知識は「往来物(おうらいもの)」(商売往来、庭訓往来 、百姓往来など)、地名や地理は「国尽(くにづくし)」(日本の諸国の名をすべて挙げて、歌いやすいようにつないだもの)、名字は「名字尽」など様々な教材があった。

#### 諸学問の発達

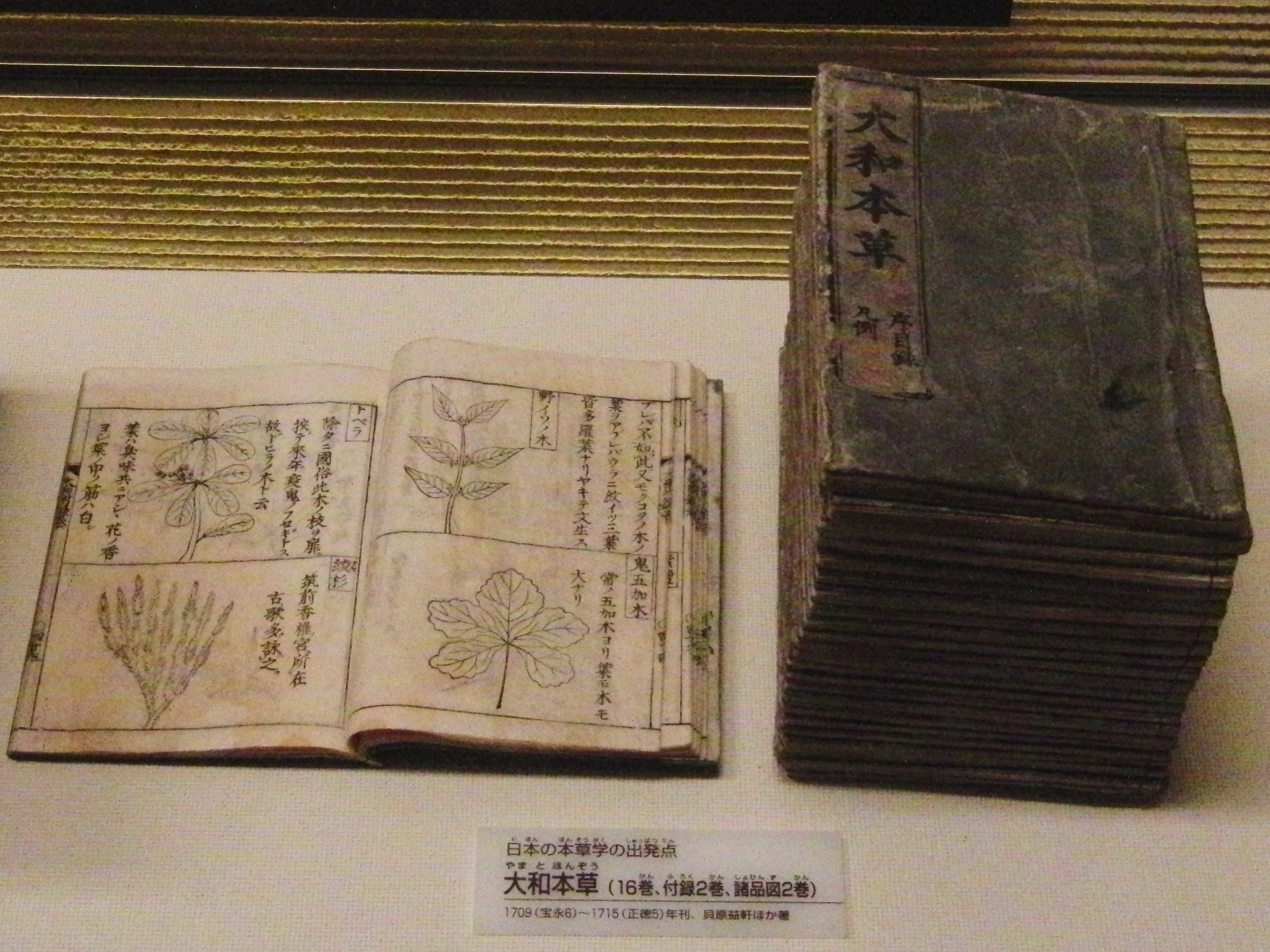
『大和本草』（国立科学博物館の展示）

儒学の影響により、現実的で合理的な思考が発達し、歴史学をはじめとする実証的な学問が芽生えた。また、国文学にも目が向けられ、古典の研究がさかんになった。
歴史学の分野では、1657年に徳川光圀が大義名分論に基づく紀伝体の『大日本史』編纂を開始し、1906年(明治39年)に完成した。中国歴代の正史の体裁を採用した史書で幕末の尊王論に大きな影響を与えた。国文学では、真言宗の僧であった契沖が下河辺長流の影響をうけ、万葉集を初めとする古典の研究に専念し、国学の基礎を築いた。天文学の分野では、幕府の碁方であった暦学・天文学者の渋川春海（安井算哲）は平安時代以来使われていた宣明暦の誤差を、元の授時暦と天体観測によって修正した貞享暦を1684年（貞享元年）に幕府に建言して採用され、初の天文方に任命された。貞享暦にかな書きされた注は人々が生活するうえでも参考になった。数学（和算）の分野では、関孝和が筆算を創始し、円周率の研究などに業績を挙げた関流和算を完成させた。算額は、各地の和算家たちが神社に奉納した自作問題の絵馬を飾り、回答を絵馬にして答えたりした。和算の入門書とも言える『塵劫記』は吉田光由が完成させ、1627年に刊行された。平易な例題で実生活における数量計算や解法を示した。本草学の分野では、和漢洋の1362種類の動物・植物・鉱物を分類、解説した書である『大和本草』を貝原益軒が記し、1709年に刊行された。観察や経験を重視した益軒は日本の博物学発展の先駆けとなり、実用書としての価値も高かった。

#### 享保・寛政・天保
第8代将軍徳川吉宗は享保の改革を行い、実学奨励にて漢訳洋書の輸入制限の緩和（1720年）と天文台の設置（1744年）を行った。
幕府直轄の昌平坂学問所は、昌平坂に面していたので昌平坂学問所、または昌平黌（こう）とよばれた。1790年（寛政2年）老中松平定信は、寛政の改革の一環として、柴野栗山・岡田寒泉を湯島聖堂付きの儒者に登用し、湯島聖堂あずかりの林家に対し朱子学擁護を命じた。この「寛政異学の禁」の後、学舎が増設され、旗本・御家人だけでなく、藩士・郷士・浪人らも聴講ができるようになった。1793年に林述斎が林家をついで大学頭となると、それまで林家の家塾だった「湯島聖堂」が、正式に幕府直轄の学問所となった。
学問所では、毎月の定日に経書の講義や会読、小試・大試などの試験もおこなわれた。また、初学者のための学問所直轄の教授所が深川・麻布・麹町にあった。さらに、『寛政重修諸家譜』『新編相模国風土記稿』など、幕府の編纂事業も学問所がおこなっていた。そして、このような学問所は藩校のモデルとなり、江戸時代後期には、藩校の教官養成の機能も果たしていた。
老中水野忠邦は天保の改革にて軍事改革を行い、清がアヘン戦争に敗れたことから西洋砲術を採用し、高島秋帆を長崎から招き、軍事学・軍事戦術の研究、訓練が行われた。またこの頃、大塩平八郎の乱が勃発、化政文化が開花した。

### 江戸時代後期（幕末期）
江戸時代後期（幕末）の教育制度は、幕府の財政難や体制の危機が深刻化するなかで、武士の生活難も目立ってきた諸藩は教育の改革を断行する。諸藩では藩学（藩校）・郷学・塾(私塾)を設立して子孫の教育を行った。また、庶民の個別指導教育として寺子屋が開校。これらは全て、我が国の学校制度の始まりとされている。また、子供への訓話教育を手島堵庵が始めるなどした。

#### 主な藩校・私塾・郷学
| 名称         | 開祖       | 分類 | 年号     | 立地                   |
| ------------ | ---------- | ---- | -------- | ---------------------- |
| 明徳館       | 佐竹義和   | 藩校 | 寛政元年 | 久保田（現・秋田市）   |
| 養賢堂       | 伊達吉村   | 藩校 | 元文元年 | 仙台                   |
| 致道館       | 酒井忠徳   | 藩校 | 文化2年  | 鶴岡                   |
| 日新館       | 松平容頌   | 藩校 | 寛政11年 | 若松（現・会津若松市） |
| 興譲館       | 上杉治憲   | 藩校 | 安永5年  | 米沢                   |
| 弘道館       | 徳川斉昭   | 藩校 | 天保12年 | 水戸                   |
| 昌平坂学問所 | 江戸幕府   | 官立 | 寛政9年  | 江戸                   |
| 蘐園塾       | 荻生徂徠   | 私塾 | 宝永6年  | 江戸                   |
| 芝蘭堂       | 大槻玄沢   | 私塾 | 天明8年  | 江戸                   |
| 藤樹書院     | 中江藤樹   | 私塾 | 寛永11年 | 小川（現・高島市）     |
| 古義堂       | 伊藤仁斎   | 私塾 | 寛文2年  | 京都                   |
| 含翠堂       | 三輪執斎   | 郷学 | 享保2年  | 平野（現・大阪市）     |
| 適塾         | 緒方洪庵   | 私塾 | 天保9年  | 大阪                   |
| 懐徳堂       | 中井甃庵   | 私塾 | 享保9年  | 大阪                   |
| 洗心堂       | 大塩平八郎 | 私塾 | 文政13年 | 大阪                   |
| 閑谷学校     | 池田光政   | 郷学 | 寛文8年  | 閑谷（現・備前市）     |
| 花畠教場     | 池田光政   | 藩校 | 寛永18年 | 岡山                   |
| 松下村塾     | 玉木文之進 | 私塾 | 天保13年 | 萩                     |
| 明倫館       | 毛利吉元   | 藩校 | 寛永18年 | 萩                     |
| 修猷館       | 黒田斉隆   | 藩校 | 天明4年  | 福岡                   |
| 咸宜園       | 広瀬淡窓   | 私塾 | 文化14年 | 日田                   |
| 五教館       | 大村純長   | 藩校 | 寛文10年 | 大村                   |
| 鳴滝塾       | シーボルト | 私塾 | 文政7年  | 長崎                   |
| 時習館       | 細川重賢   | 藩校 | 宝暦5年  | 熊本                   |
| 造士館       | 島津重豪   | 藩校 | 安永2年  | 鹿児島                 |

#### 国学・蘭学
江戸中期以降、古典を研究し日本古来の精神や文物を究明しようとする国学が発達した。また、幕藩体制が動揺するなか、新しい思想を説く思想家が現れた。近世前期の経世論では、熊沢蕃山が『大学或問』を著して武士帰農論や参勤交代批判を展開。荻生徂徠も武士土着論を説くが、その弟子太宰春台は市場経済の興隆を容認した。近世後期には、本多利明が『経世秘策』などを著し、外国との交易や島々の開発による富国策を提案。佐藤信淵は『経済要録』『混同秘策』などで、絶対主義（国家社会主義）的な統一国家の形成と積極的な経略（海外侵略）論を主張。農業論では、大蔵永常が『広益国産考』などで農家の利益と国益を論じる。尊王論では、蒲生君平が先駆となる『山陵志』を著し、頼山陽や後期水戸学（会沢正志斎『新論』など）によって体系化されていった。海防・開国論では、工藤平助が『赤蝦夷風説考』を著し蝦夷地の開発を提唱。林子平は『海国兵談』で海防論を展開した。渡辺崋山や高野長英は蛮社の獄の起因となった。
蘭学を基礎に、幕末にかけて自然科学を中心とした洋学が発達した。しかし、幕府の規制や蘭学者の関心により実学の分野に留まった。洋学者は青木昆陽・野呂元丈とツンベルクを始めとして、のちに語学・医学・物理学・天文学・測地学・化学・植物学の分野で大いに発展した。前野良沢や杉田玄白、大槻玄沢などはよく知られている。

## 近代

### 明治時代
明治維新と文明開化の近代思想は福澤諭吉の『西洋事情』や『学問のすゝめ』、中村正直の『西国立志編』、中江兆民の『民約訳解』、森有礼たちが設立した『明六社』により発行された『明六雑誌』などによって普及した。
明治初年には私塾や郷学校の開設など民間からの教育運動も進められた。1872年（明治5年）には学制が公布され、小学校から大学校に至る教育制度の確立が行われた。義務教育が法文化され、女子教育が普及した。国民教育の普及は近代国家の形成に大きな役割をはたした。一方で帝国大学令に見られるように、教育政策は自由主義的傾向から中央集権的・国家主義的傾向へと方向を変えた。
井上毅と元田永孚により起草された「教育勅語」は、明治天皇が臣民に与えるという形で発布された。天皇を中心とする家族国家を前提に、忠君愛国と日常生活実践としての儒教徳目を教え、徳化するというものであった。宗教ではない（帝国憲法と井上自身による言明）とされ、具体的教義を持たなかった国家神道に儒教徳目を密輸入する形で、臣民の道徳教育を実現しようとした立憲的国家主義者井上と漢学者元田の苦心の結果だが、のちに国家主義者に利用されるようになっていく。また、軍には「軍人勅諭」が発布された。
欧米の進んだ科学や技術を熱心に導入した明治政府は、お雇い外国人らを入れ、研究機関を次々と設立し、世界的水準の研究成果が次々と発表されるようになった。経済学では田口卯吉。医学では北里柴三郎、志賀潔、野口英世らが先陣を切って研究を進め、薬学では高峰譲吉、鈴木梅太郎、秦佐八郎らが高い研究成果をあげた。また、物理学、地震学、化学、植物学などが発展し、長岡半太郎、牧野富太郎ら優秀な人材を生んだ。しかし、欧米政策への批判から次第にナショナリズムが台頭。更に資本主義の進展と共に社会的矛盾（貧富の格差の拡大など）が顕著となり、それを批判して社会主義思想が登場した。

### 大正時代

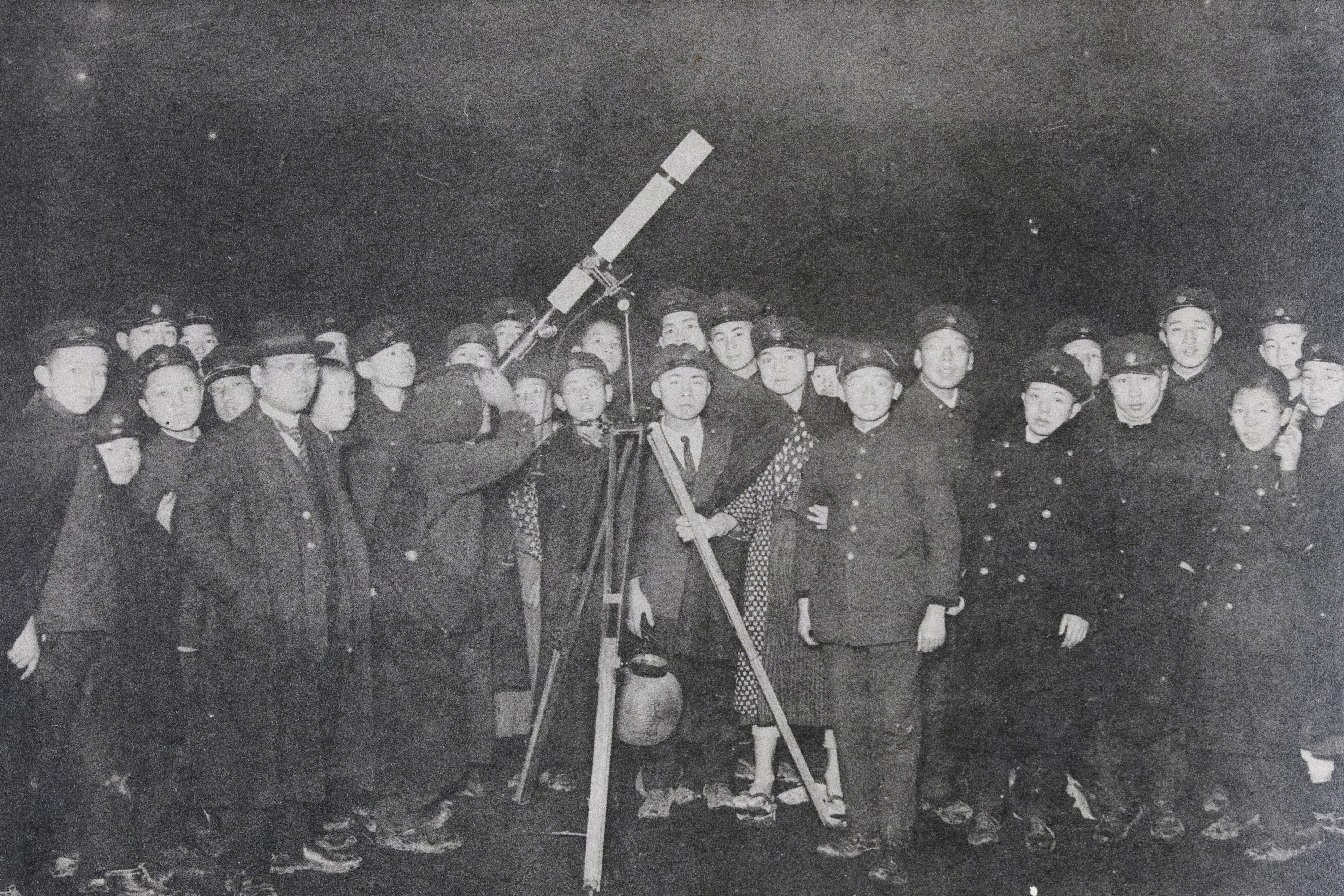
課外活動が行われた大正自由主義教育の様子（東京府立第五中学校）

1920年代から1930年代前半にかけて、画一主義的な教育の反動から、子供の興味や関心を中心にした教育実践を目指す大正自由教育運動が起きた。この運動によって、官僚の澤柳政太郎による成城小学校や、自由主義教育者の伊藤長七による東京府立第五中学校（現・小石川中等教育学校） といった、個性の尊重を目指した新教育を行う学校が創立され、教育界に大きな影響を及ぼした。
大正期には文豪が多く現れ、学習院卒業者が集まった白樺派（武者小路実篤、志賀直哉、有島武郎）や新思潮派（菊池寛、芥川龍之介）、耽美派（永井荷風、谷崎潤一郎）などが有名である。また、大正教養主義（人格主義）が盛んになり、学生は倉田百三『愛と認識との出発』や出隆『哲学以前』、阿部次郎『三太郎の日記』に傾倒し、ドイツ哲学や文学に流れていった。就職難や厭世観などから、文科学生には夏目漱石の文学に現れるような高等遊民になるものや、「巌頭之感」の藤村操のように自殺するものもいた。
京都帝国大学では、西田幾多郎、田辺元らの哲学者を中心とする京都学派が形成され、京都学派四天王や三木清、和辻哲郎、九鬼周造、下村寅太郎などを輩出した。田辺や九鬼、三木はドイツで直接マルティン・ハイデガーらから学び、帰国後新カント派やヘーゲルの哲学やマルクス主義、ハイデガー解釈学を広めた。西田らは学習院卒業者（近衛文麿）や海軍と連絡を取りながら、政治に深く関与（三木清の参加した昭和研究会など）し、戦争に加担していくことになる（田辺元は「種の論理」を説き、学徒出陣に大きく影響を与えたと言われる）。

### 昭和～第二次世界大戦
植民地では同化政策の一環として、朝鮮では日本語教育や創氏改名、沖縄では方言札などが行われていた。その結果インフラ整備や政治改革が行われたが、一方で帝国日本の支配に苦しむことになった。
戦争末期には中国や太平洋での戦力不足を補うため、学生を戦争へ送り出すことになり、文系学生や非工・医学系学生が徴兵された（学徒出陣）。また、神風特別攻撃隊に入隊し、敵艦に自爆特攻を行うことになった者もいた。戦後『はるかなる山河に』や『きけ　わだつみのこえ』などに彼らの遺稿が纏められることとなった。沖縄戦では、鉄血勤皇隊や看護学生のひめゆり学徒隊が組織された。

#### 年表
- 1868年（慶応4年）：五箇条の御誓文
- 1871年（明治4年）：文部省設置（大学ヲ廃シ文部省ヲ置ク）
- 1872年（明治5年）：学制公布
- 1877年（明治10年）：東京大学設立（近代的な高等教育機関として日本初の大学）
- 1879年（明治12年）：東京学士会院規則
- 1879年（明治12年）：教育令公布
- 1880年（明治13年）：教育令改正
- 1886年（明治19年）：学校令公布
- 1886年（明治19年）：帝国大学令発布
- 1886年（明治19年）：師範学校令発布
- 1887年（明治20年）：学位令発布
- 1888年（明治21年）：官立大学・官立高等学校制定
- 1890年（明治23年）：教育勅語
- 1894年（明治27年）：高等学校令
- 1899年（明治32年）：高等女学校令
- 1898年（明治31年）：私立学校令
- 1898年（明治31年）：図書館令
- 1900年（明治33年）：小学校令全面改正
- 1903年（明治36年）：国定教科書制度
- 1903年（明治36年）：専門学校令
- 1907年（明治40年）：小学校令改正
- 1918年（大正7年）：大学令
- 1918年（大正7年）：高等学校令
- 1920年（大正9年）：帝国美術院規程
- 1920年（大正9年）：学位令改正
- 1926年（大正15年）：幼稚園令[6]

## 戦後

### 第二次世界大戦後・昭和後期～平成
敗戦後、連合国軍の占領下で連合国軍最高司令官総司令部（GHQ/SCAP）の指導などを踏まえた学制改革が施行された。修身や地理歴史などの国粋主義的とみなされた授業は停止された。教育勅語は効力を持たなくなり、旧教育基本法と学校教育法が制定されたことを始めとして、新たな学校教育制度が確立されていく。終戦直後、戦前の教科書は墨塗りにされ、またパンフレット『あたらしい憲法のはなし』や教科書『民主主義』などにより戦後民主主義教育が始まった。一方で、冷戦下における逆コースとして、教科書検定の権限が文科大臣に集中し、修身科も道徳科として大きく姿を変えながらも復活した。教員らの労働組合の日本教職員組合は「教え子を再び戦場に送るな、青年よ再び銃を取るな」と平和教育の理念を掲げて、文科省の方針に抗った。
学生自治会は全学連に組織され、1960年の安保闘争などで活躍したが、その後分裂した。1968年頃から70年頃にかけて、新左翼や全共闘によって学生運動（大学紛争・高校紛争）が勃発。高崎経済大学や早稲田大学などで学費値上げ問題などをきっかけに、バリケードストライキなどによる大学当局への反対運動が行われた。日本大学は粉飾決算や当局の強圧的な態度に憤激した学生が機動隊との激闘を行った。東京大学では山本義隆議長の東大全共闘が安田講堂を占拠し、1969年の入学試験を中止させた。全共闘は1969年の東大落城、1970年の華青闘告発以後士気を失い、新左翼はセクト間の内ゲバやあさま山荘事件で衰退していった。一連の紛争の中で、政府と大学の関係（学問の自由・大学の自治）、大学教育の質などが問題として認識されるようになった。全共闘の目指した「大学解体」は、吉本隆明の「自立主義」などの影響を受けながら、大学に頼らない学問の民主化の実践へ進んでいった（宇井純の『公害原論』などは従来扱われなかったエコロジーの問題を自主講座で行った）。その一方で産学連携が盛んになっていった。
その後、受験戦争、詰め込み教育・ゆとり教育・脱ゆとり教育、「生きる力」を培う教育、総合的な学習の時間などが話題に上がり、教育社会学的な議論がなされるに至った。
2000年代になると教員の長時間労働や人手不足が公然化した。2021年には教師のバトンという炎上騒動も起きた。政府や地方自治体は学校における働き方改革を行っている。この背景には1971年に公布された給特法で、業務量にかかわらず「教職調整額」を一律に支給する一方で残業代は支給しないと定めていることがあるとされ、日教組は給特法の廃止を求めている。
2010年代には外国籍の児童の不就学が問題視され、外国人児童生徒就学促進事業が行われた。

#### 主な事例
- アメリカ教育使節団報告書
- 「教育勅語等排除に関する決議」と「教育勅語等の失効確認に関する決議」
- 学制改革 - 学校制度改革
  - 義務教育 - 9年間：小学校6年・中学校3年（初等教育・前期中等教育課程）
  - 高校三原則 - 新制高等学校3年（後期中等教育課程）
  - 新制大学 - 大学4年（高等教育課程）

・大学4年
- 学校教育法 - 教育基本法
- 教科書検定 - 歴史教科書問題
- 詰め込み教育 - ゆとり教育 - 脱ゆとり教育
  - 生きる力
- 受験戦争 - 入学試験
  - 小学校受験
  - 中学校受験
  - 高校受験
  - 大学受験
- 道徳教育
- 教師のバトン

## 年表
| 年代                                    | 事項 | 出典、法令など                                                                       |
| --------------------------------------- | --- | ------------------------------------------------------------------------------------ |
| 古代                                    | 大陸文化に依存した教育が続く。 |                                                                                      |
| 4世紀末頃? （応神天皇の治世）           | 百済の和邇吉師（王仁）が、「千字文」と「論語」10篇を伝える（しかし、「千字文」が成立したのは5世紀末頃とされる。）。阿直岐が渡来する。 | 古事記・日本書紀                                                                     |
| 513年 （継体天皇7年）                   | 百済が、五経博士を献ずる。 | 日本書紀                                                                             |
| 552年 （欽明天皇13年）                  | 百済の聖王（聖明王）から、釈迦仏の金銅像と経論が贈られる。 | 日本書紀                                                                             |
| 577年 （敏達天皇6年）                   | 百済国王が経論を贈り、律師、禅師等が渡来する。 | 日本書紀                                                                             |
| 607年 （推古天皇15年）                  | 聖徳太子が、小野妹子を遣隋使とし、留学僧・留学生を派遣する。 | 日本書紀                                                                             |
| 7世紀初め                               | 聖徳太子が、「三経義疏」を著す。 |                                                                                      |
| 630年 （舒明天皇2年）                   | 犬上御田鍬を遣唐使とし、留学僧・留学生を派遣する。 |                                                                                      |
| 7世紀半ば                               | 天智天皇が、日本初の官立学校である庠序（しょうじょ）を設立する。 |                                                                                      |
| 701年 （大宝元年）                      | 大宝律令に、最初の学制が定められる。都に大学寮1校、地方の各国に国学1校ずつが設置される。 | 大宝律令                                                                             |
| 奈良時代                                | 遣唐使に随行して多くの留学僧・留学生が派遣され、また、唐から多くの学者・学僧が渡来する。明法道（律令）、文章道（漢詩文）の学習・研究が盛んになる。 |                                                                                      |
| 8世紀                                   | 石上宅嗣が、日本初の図書館である芸亭を設立する。 | 続日本紀                                                                             |
| 平安時代                                | 漢文学が発達し、多くの詩文集が編纂される。国字である平仮名・カタカナが作られ、和歌・和文が発達する。大学・国学は人材発掘のため改革を繰り返すものの、衰退してゆく。 |                                                                                      |
| 828年 （天長5年）頃                     | 空海が、庶民の教育を目的とした施設である綜芸種智院を設立する。 |                                                                                      |
| 9世紀                                   | 貴族子女の教育を目的として、勧学院（藤原氏）、学館院（橘氏）、奨学院（在原氏）などの大学別曹が設立される。 |                                                                                      |
| 鎌倉時代                                | 日本文化が自覚され始め、教育に反映される。官立・私立の学校は衰退し、寺院や学者の私邸、家庭での教育が盛んになる。 |                                                                                      |
| 1275年 （建治元年）頃                   | 北条実時が、私設図書館である金沢文庫を設立する。 |                                                                                      |
| 南北朝時代                              | 朱子学の研究が盛んになるほか、「源氏物語」「古今和歌集」などの古典研究も盛んになり、日本文化の独自性、日本思想が自覚される。 |                                                                                      |
| 14世紀末から15世紀初 （応永年間）頃     | 近代に至るまで広く初等教科書として用いられた「庭訓往来」が成立する。 |                                                                                      |
| 室町時代                                | 政変と戦乱が繰り返されたものの、社会教育は盛んになる。 |                                                                                      |
| 1432年 （永享4年）                      | 上杉憲実が足利の領主となり、足利学校の再興に尽くす。 |                                                                                      |
| 1549年 （天文18年）                     | フランシスコ・ザビエルが、キリスト教を伝える。 |                                                                                      |
| 1580年 （天正8年）                      | キリスト教の布教・教育機関であるセミナリオが近江国安土と肥前国有馬に、コレジオが豊後国府内に創設される。 |                                                                                      |
| 江戸時代                                | 武士の教育機関としては、家塾や私塾、藩学が設立され、庶民の教育機関としては寺子屋や郷学が多数設立される。 |                                                                                      |
| 1641年 (寛永18年)                       | 岡山藩主・池田光政が、初の藩校、花畠教場を設立する。 |                                                                                      |
| 1648年 （慶安元年）                     | 陽明学者・中江藤樹が、近江国小川村（滋賀県高島市）に私塾・藤樹書院を設立。 |                                                                                      |
| 1662年 （寛文2年）                      | 儒学者・伊藤仁斎が、京都・堀川に私塾・古義堂を開く。 |                                                                                      |
| 1670年 （寛文10年）                     | 岡山藩主・池田光政が、庶民の教育機関として閑谷学校を設立。 |                                                                                      |
| 1739年 （元文4年）                      | 石門心学の創始者である石田梅岩が、「都鄙問答」を著す。 |                                                                                      |
| 1797年 （寛政9年）                      | 寛政異学の禁により、林家の家塾が、幕府官立の教育機関である昌平坂学問所（昌平黌）となる。 |                                                                                      |
| 19世紀前半                              | 思想家・二宮尊徳が唱えた報徳思想と財政再建手法である報徳仕法が、関東各地に広まる。農政学者・大原幽学が農業技術と生活道徳の指導を行う。 |                                                                                      |
| 1854年 （安政元年）                     | 外交・軍事のための要員を養成するため、洋学所を設置する。1856年（安政3年）には蕃書調所と改称し、1862年（文久2年）には洋書調所と改称する。1863年（文久3年）には、拡充して開成所とする（後の東京大学）。 |                                                                                      |
| 1858年 （安政5年）                      | 福澤諭吉が江戸築地の鉄砲洲中屋敷に蘭学塾を開く（後の慶應義塾）。 |                                                                                      |
| 明治・大正・昭和初期～第二次世界大戦    | 開国に伴い、西洋文化を採り入れた教育が広く行われる。殖産興業と国民皆兵（富国強兵、現代の徴兵制度に相当）が国家課題とされ、各種の国民教育制度が始められる。 |                                                                                      |
| 1871年 （明治4年）                      | 太政官の下に文部省を設置する。 |                                                                                      |
| 1872年 （明治5年）                      | 学制発布。下等小学校4年、上等小学校4年の計8年を教育年限とする。強制力は弱かった。 | 学制                                                                                 |
| 1877年 （明治10年）                     | 東京開成学校と東京医学校が合併し、東京大学となる。 |                                                                                      |
| 1879年 （明治12年）                     | 教育令公布。教育年限は8年（ただし、最短で16ヶ月に短縮）。 | 教育令                                                                               |
| 1880年 （明治13年）                     | 改正教育令公布。教育年限は8年（最短3年）。 | 改正教育令                                                                           |
| 1886年 （明治19年）                     | 小学校令公布。初めて「義務教育」の語が用いられる。義務教育は3年から4年（尋常小学校を卒業するまで）。 | 小学校令                                                                             |
| 1886年 （明治19年）                     | 中学校令を公布し、中学校（旧制中学校）を設置する。 | 中学校令                                                                             |
| 1886年 （明治19年）                     | 帝国大学令が公布され、東京大学は帝国大学と改称される（後に京都帝国大学が設立された際に、東京帝国大学と改称）。 | 帝国大学令                                                                           |
| 1890年 （明治23年）                     | 小学校令（第2次）を公布。地方に学校設置義務を課す。学校に通わなくとも、家庭教育により代えることができると規定（市町村長の許可が必要）。 | 小学校令（第2次）                                                                    |
| 1890年 （明治23年）                     | 10月、「教育ニ関スル勅語」（教育勅語）を発する。同年11月に施行された大日本帝国憲法が定めた「兵役」「納税」とともに、「教育」が国民の三大義務とされた。地方学事通則を公布。 | 教育ニ関スル勅語、大日本帝国憲法、地方学事通則                                       |
| 1894年 （明治27年）                     | 高等学校令を公布し、全国に5つの高等学校（旧制高等学校）を設置する。 | 高等学校令                                                                           |
| 1898年 （明治31年）                     | 民法第四編（親族法）が公布され、親権者・未成年後見人らに対し、子に教育をなす権利と義務を定めた（民法（旧規定）879条、921条等。現行民法では820条、857条等に受け継がれている。）。 | 民法                                                                                 |
| 1899年 （明治32年）                     | 高等女学校令を公布する。 | 高等女学校令                                                                         |
| 1900年 （明治33年）                     | 小学校令（第3次）を公布。義務教育は4年（尋常小学校を卒業するまで）。 | 小学校令（第3次）                                                                    |
| 1903年 （明治36年）                     | 専門学校令を公布し、専門学校（旧制専門学校）を設置する。 | 専門学校令                                                                           |
| 1907年 （明治40年）                     | 小学校令（第5次）を公布。義務教育は6年（尋常小学校を卒業するまで）。 | 小学校令（第5次）                                                                    |
| 1914年 （大正3年）                      | 全部改正した地方学事通則を公布。 | 地方学事通則                                                                         |
| 1918年 （大正7年）                      | 大学令が公布され、私立の大学が正式に認められる。 | 大学令                                                                               |
| 1941年 （昭和16年）                     | 国民学校令を公布。義務教育は8年（国民学校初等科6年、高等科2年を卒業するまで）。家庭教育により代替できるとする規定を削除。 | 国民学校令                                                                           |
| 第二次世界大戦後 昭和時代後期～平成時代 | 戦争によって疲弊した国土を再建し、民主的で平和な国家を創造することが目指される。教育の機会均等と男女共学を原則とし、アメリカに倣った自由主義教育が導入された。 |                                                                                      |
| 1946年 （昭和21年）                     | 日本国憲法が公布され、教育を受ける権利、保護する子女に対し教育を受けさせる義務、義務教育の無償（以上、26条）、国による宗教教育の禁止（20条3項）、公の支配に属しない教育に対する公金支出の禁止（89条）などを定める。 | 日本国憲法                                                                           |
| 1947年 （昭和22年）                     | 旧教育基本法、学校教育法を公布。義務教育は9年（小学校6年、中学校3年を卒業するまで。）。旧制大学は新制大学へ、旧制中学校は中学校と高等学校へ、国民学校は小学校へ、それぞれ変わった。いわゆる、「6・3・3・4制（小学校6年・中学校3年・高等学校3年・大学4年）」への移行（初等教育課程6年間・前期中等教育課程3年間・後期中等教育課程3年間・高等教育課程4年間）。 | 教育基本法、学校教育法。                                                             |
| 1948年 （昭和23年）                     | 市町村立学校職員給与負担法、私立学校法を公布する。地方学事通則を廃止し、教育委員会法を公布する（教育委員公選制の実施）。 | 市町村立学校職員給与負担法、私立学校法、教育委員会法。                               |
| 1949年 （昭和24年）                     | 教育公務員特例法、教育職員免許法、社会教育法を公布する。 | 教育公務員特例法、教育職員免許法、社会教育法。                                       |
| 1951年 （昭和26年）                     | 国際連合教育科学文化機関（ユネスコ）に加盟する。 |                                                                                      |
| 1952年 （昭和27年）                     | ユネスコ活動に関する法律を公布し、日本ユネスコ国内委員会を設置する。 | ユネスコ活動に関する法律                                                             |
| 1953年 （昭和28年）                     | 中央教育審議会が第1回答申「義務教育に関する答申」をまとめる。 |                                                                                      |
| 1956年 （昭和31年）                     | 教育委員会法を廃止し、地方教育行政の組織及び運営に関する法律を公布する（教育委員公選制の廃止）。 | 地方教育行政の組織及び運営に関する法律                                               |
| 1974年 （昭和49年）                     | 学校教育の水準の維持向上のための義務教育諸学校の教育職員の人材確保に関する特別措置法（人確法）を公布する。 | 学校教育の水準の維持向上のための義務教育諸学校の教育職員の人材確保に関する特別措置法 |
| 1975年 （昭和50年）                     | 私立学校振興助成法を公布する。 | 私立学校振興助成法                                                                   |
| 1984年 （昭和59年）                     | 総合選択制の制度化 |                                                                                      |
| 1994年 （平成6年）                      | 総合学科の制度化 | 高等学校設置基準改定                                                                 |
| 2001年 （平成13年）                     | 中央省庁再編により、文部省と科学技術庁を併せて、文部科学省を設置する。 | 文部科学省設置法                                                                     |
| 2003年 （平成15年）                     | 国立大学法人法を公布する。 | 国立大学法人法                                                                       |
| 2006年 （平成18年）                     | 教育再生会議を設置する。改正教育基本法を公布する。 | 教育基本法                                                                           |
| 2007年 （平成19年）                     | 改正教育職員免許法を公布し、教員免許更新制を定める（施行は2009年（平成21年））。全国学力・学習状況調査の実施。 | 教育職員免許法                                                                       |
| 2008年 （平成20年）                     | 教育再生懇談会を設置する。 |                                                                                      |